# 新米亞斯泰奇科

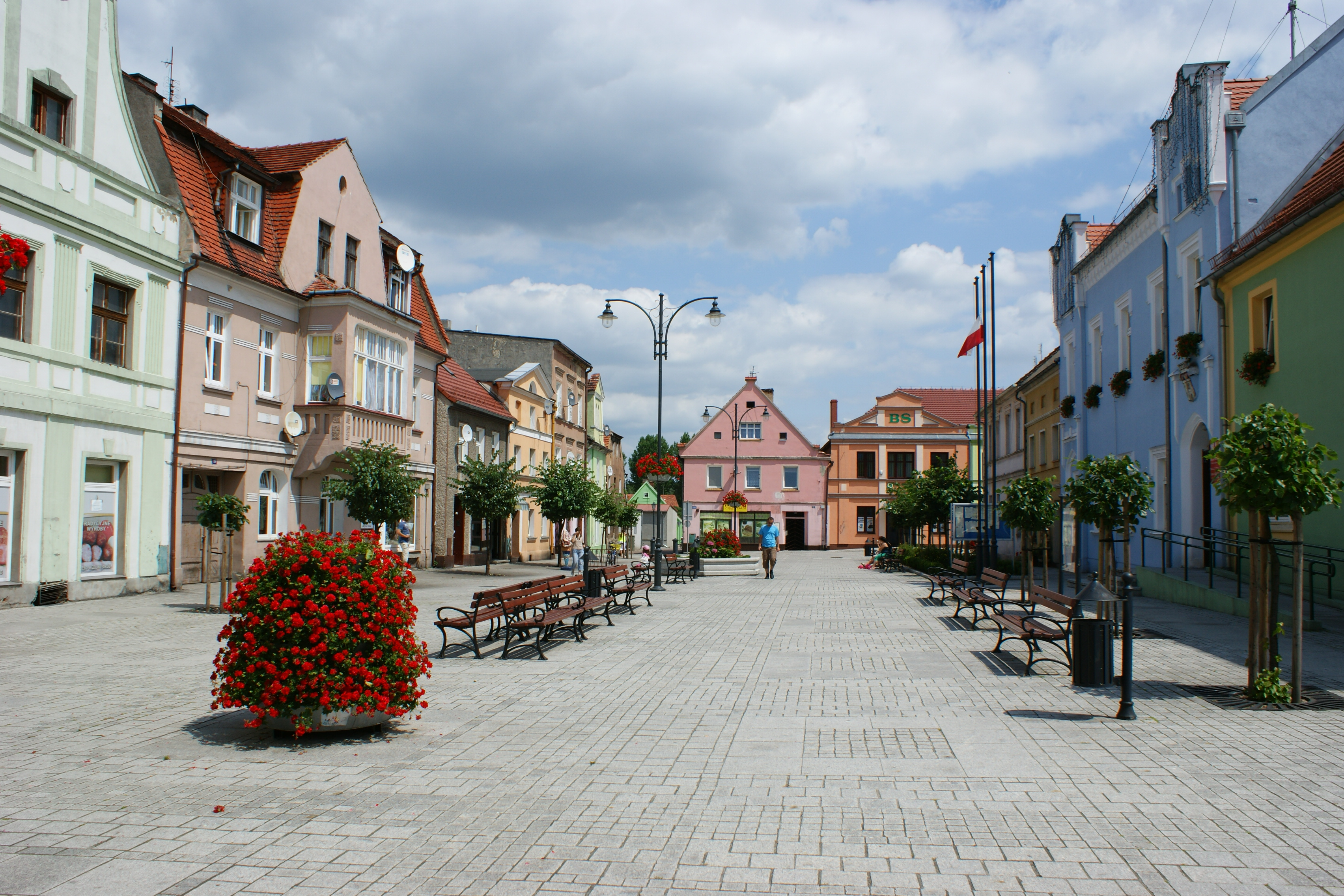

新米亞斯泰奇科是波蘭的城鎮，位於該國西部，由盧布斯卡省負責管轄，面積3.39平方公里，該鎮沒有在第二次世界大戰中受到波及，2006年人口2,828。
51°41′N 15°44′E / 51.683°N 15.733°E